# Heilige Geestkerk (Roermond)
De Heilige Geestkerk aan de Minderbroedersingel in Roermond is een voormalig kerkgebouw. In het gebouw is sinds 2011 een gezondheidscentrum gevestigd. De kerk is een ronde centraalbouw (ook wel 'koepelkerk' genoemd) met vooruitspringend portaal, apsis aan de achterzijde en een hoge koepel met lantaarn, naar een ontwerp van Frits P.J. Peutz.
De kerk kwam tot stand omdat er in de naoorlogse periode in het centrum van Roermond behoefte werd gevoeld aan een derde kerkgebouw naast de Sint-Christoffelkathedraal en de Munsterkerk. De eerste steen werd gelegd op 21 mei 1956; de inzegening vond plaats op 6 juni 1957. De kerkzaal van de parochiekerk is in 1994 verkleind. In de jaren 1995-1996 vond een restauratie en renovatie plaats waarna de kerk op 11 februari 1996 opnieuw in gebruik kon worden genomen. De laatste kerkdienst werd in 2010 gehouden. De kerk werd onttrokken aan de eredienst en herontwikkeld als gezondheidscentrum.